# Dortches
Dortches és una població dels Estats Units a l'estat de Carolina del Nord. Segons el cens del 2008 tenia 871 habitants.

## Demografia
Segons el cens del 2000, Dortches tenia 809 habitants, 329 habitatges i 235 famílies. La densitat de població era de 40,6 habitants per km².
Dels 329 habitatges en un 29,2% hi vivien nens de menys de 18 anys, en un 59,6% hi vivien parelles casades, en un 7,6% dones solteres, i en un 28,3% no eren unitats familiars. En el 26,1% dels habitatges hi vivien persones soles el 14,9% de les quals corresponia a persones de 65 anys o més que vivien soles. El nombre mitjà de persones vivint en cada habitatge era de 2,46 i el nombre mitjà de persones que vivien en cada família era de 2,96.
Per edats la població es repartia de la següent manera: un 22,6% tenia menys de 18 anys, un 6,6% entre 18 i 24, un 25,5% entre 25 i 44, un 32,1% de 45 a 60 i un 13,2% 65 anys o més.
L'edat mediana era de 42 anys. Per cada 100 dones de 18 o més anys hi havia 89,1 homes.
La renda mediana per habitatge era de 35.417 $ i la renda mediana per família de 52.250 $. Els homes tenien una renda mediana de 31.635 $ mentre que les dones 23.375 $. La renda per capita de la població era de 24.287 $. Entorn de l'1,3% de les famílies i el 4,4% de la població estaven per davall del llindar de pobresa.

## Poblacions més properes
El següent diagrama mostra les poblacions més properes.